# Шампања (Саона и Лоара)
Шампања (фр. Champagnat) насеље је и општина у источном делу централне Француске у региону Бургоња, у департману Саона и Лоара која припада префектури Луан.
По подацима из 2011. године у општини је живело 504 становника, а густина насељености је износила 38,24 становника/km². Општина се простире на површини од 13,18 km². Налази се на средњој надморској висини од 412 метара (максималној 611 m, а минималној 196 m).

## Демографија
| 1962. | 1968. | 1975. | 1982. | 1990. | 1999. | 2011. |
| ----- | ----- | ----- | ----- | ----- | ----- | ----- |
| 483   | 533   | 512   | 508   | 497   | 484   | 504   |

График промене броја становника у току последњих година